# Papamosques ullgroc
El papamosques ullgroc (Melaenornis ardesiacus) és una espècie d'ocell de la família dels muscicàpids (Muscicapidae). És endèmic de la selva montana de la falla Albertina i es troba en els següents països: Uganda, Ruanda, Burundi i l'est de la República Democràtica del Congo. El seu estat de conservació es considera de risc mínim.